# Szír font
A font (arabul: ليرة سورية – līra sūriyya) Szíria hivatalos pénzneme.
A szíriai polgárháború miatt a font árfolyama drasztikusan esett, míg 2011-ben 46,98 font volt 1 amerikai dollár, négy év múlva már 181,43 font volt.

## Bankjegyek
A bankjegyeket 2012-ig az Oesterreichische Banknoten- und Sicherheitsdruck GmbH nyomtatta, de a háború miatt átvették az oroszok a gyártást.

### Korábbi bankjegyek
| Kép    | Kép    | Névérték |
| Előlap | Hátlap | Névérték |
| ------ | ------ | -------- |
|        |        | 50 font  |
|        |        | 100 font |
|        |        | 200 font |

### 2010-es sorozat
50, 100, 200 fontos bankjegyeket bocsátottak ki 2010. július 27-én. 2014. július 20-án bocsátották ki az 500 fontos bankjegyet. 2015. június 30-án bocsátották ki az új 1000 fontos bankjegyet.
2017 júliusában bocsátották ki a 2000 fontos bankjegyet a nagy infláció miatt.
| Kép      | Kép      | Névérték  | Méret       | Szín  | Leírás                                    | Leírás                                                       | dátumok          | dátumok     |
| Előoldal | Hátoldal | Névérték  | Méret       | Szín  | Előoldal                                  | Hátoldal                                                     | kibocsátás       | visszavonás |
| -------- | -------- | --------- | ----------- | ----- | ----------------------------------------- | ------------------------------------------------------------ | ---------------- | ----------- |
|          |          | 50 font   | 135 x 65 mm | kék   | ókori agyagtábla írásokkal                | Háfez al-Aszad Könyvtár Damaszkuszban, Háfez al-Aszad-szobor | 2010. július 27. | forgalomban |
|          |          | 100 font  | 140 x 65 mm | vörös | római színház, a boszrai színház főkapuja | Omajjdád-mecset Damaszkuszban, Szír Központi Bank épülete    | 2010. július 27. | forgalomban |
|          |          | 200 font  | 145 x 65 mm | zöld  | hamái vízimalom                           | Baál-templom Palmürában                                      | 2010. július 27. | forgalomban |
|          |          | 500 font  |             | kék   |                                           |                                                              | 2014. július 20. | forgalomban |
|          |          | 1000 font | 155 x 65 mm | zöld  | Boszrai amfiteátrum                       | római kori mozaik As-Suwayda-ban                             | 2015. június 30. | forgalomban |
|          |          | 2000 font |             | kék   | Bassár el-Aszad                           | nemzetgyűlés épülete                                         | 2017 július      | forgalomban |

## A 10-es szír font érmék használata Norvégiában
A 10-es érmék alakja annyira hasonlít a 20-as norvég koronához, hogy a különböző automata árusító gépeket, játékgépeket, pénzváltó automatákat és minden pénzzel működő gépet be lehet csapni vele Norvégiában. Bár az érmék szabad szemmel könnyen megkülönböztethetők, a gépek erre képtelenek, a csaknem identikus méret és súly miatt.
2007 végén a norvég 20-as majdnem 20-szor annyit ért, mint a szír 10-es. Bár Norvégiában nem könnyű ilyen pénzérméket találni, olyan gyakran használták őket, hogy a Norvég Posta Hivatal 2006 február 18-án úgy döntött, hogy sok pénzváltó automatát kivon a forgalomból. Terveik szerint olyanokkal helyettesítik őket, amelyek képesek a különbségtételre. 2005 őszén egy norvég férfi 30 nap felfüggesztett börtönbüntetést kapott, mert szír fontot tett egy játékgépbe Bærum községben.

## Külső hivatkozások
- bankjegyek képei